# Cristina Punko
Cristina Punko (San Paolo, 1º dicembre 1957 – ...) è stata una cestista brasiliana.

## Carriera
Con il Brasile ha disputato due edizioni dei Campionati mondiali (1975, 1983).